# 上村司

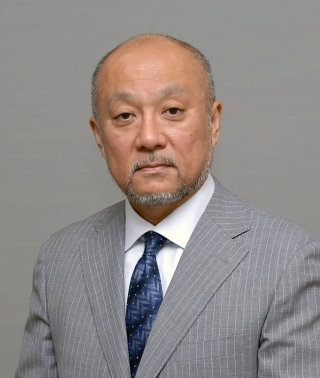
外務省より公表された肖像

上村 司（うえむら つかさ、1957年2月18日 - ）は、日本の外交官。2017年（平成29年）から2021年（令和3年）までサウジアラビア大使を務めた。

## 経歴・人物
大阪府出身。大阪教育大学附属平野中学校、灘高等学校を経て東京大学法学部に進学。1981年（昭和56年）東京大学法学部を卒業して外務省に入省し中近東アフリカ局中近東第一課に配属される。1982年（昭和57年）6月から2年間在シリア日本国大使館外交官補としてアラビア語研修を受ける。在アメリカ合衆国日本国大使館、在エジプト日本国大使館を経て、1987年（昭和62年）外務省経済協力局国際機構課課長補佐、1989年（平成元年）外務大臣官房総務課課長補佐。1990年（平成2年）内閣官房副長官秘書官。
1992年（平成4年）外務省北米局北米第2課首席事務官。1995年（平成7年）在アメリカ合衆国日本国大使館広報文化班一等書記官。1996年（平成8年）在サウジアラビア日本国大使館一等書記官、1997年（平成9年）同参事官。
2000年（平成12年）外務省中東第一課長。2001年（平成13年）田中眞紀子外務大臣秘書官となるが、過労のため辞任し、同年10月から外務省総合外交政策局総務課企画官。2002年（平成14年）南東アジア第二課長。2003年（平成15年）在イラク日本国大使館参事官。同臨時代理大使のときにイラク日本人外交官射殺事件が起こり、外務省入省同期の奥克彦の死という悲劇に見舞われた。2004年（平成16年）外務省経済協力局政策課長。2006年（平成18年）8月、外務省国際協力局政策課長。2007年（平成19年）エジプト公使。2010年（平成22年）外務省中東アフリカ局参事官。2012年（平成24年）1月、中東アフリカ局審議官。2012年9月、外務省領事局長を経て、2014年（平成26年）1月17日、外務省中東アフリカ局長。
2017年（平成29年）7月、大臣官房。同年10月25日、サウジアラビア駐箚特命全権大使。2020年（令和2年）1月に週刊文春によりパワハラ報道がなされ、同年12月に後任に岩井文男が任命され、2021年（令和3年）2月に日本に帰国し、特命全権大使（アラブ地域担当）に異動となった。
同年7月に依願退官し、中東地域及び欧州地域に関連する諸問題に関し、関係国政府等と交渉するための日本政府代表（中東和平担当特使）に就任。
2021年（令和3年）10月より、三井住友海上火災保険株式会社顧問。
2023年パレスチナ・イスラエル戦争が発生すると、日本政府代表（中東和平担当特使）として、2023年（令和5年）10月にエジプト、ヨルダン、カタールに派遣された。

## 不祥事
2018年、サウジ大使館の部下のキャリア官僚（当時）に対し「踏み倒しは絶対に許さんぞ。借りるなり何なりするなりして、必ず決着をつけんとあかんぞ」などと言い、300万円の支払いを強要し、パワハラとして告発された。また「親から借りるとか」と借金も強要。さらには「東京に言うわ」と人事権もちらつかせ、実際に人事評価を下げた。部下のキャリア官僚はその後、退職。
2022年現在、上村司氏の元部下と思われる人物が、ブログやTwitter等を通じ、事件の詳細やハラスメントを受けた際の対応策について継続的に発信している。

## 同期
- 兼原信克（14年国家安全保障局次長兼務・12年内閣官房副長官補）
- 泉裕泰（19年日本台湾交流協会台北事務所長・17年バングラデシュ大使）
- 上月豊久（15年ロシア大使）
- 岡村善文（19年OECD大使・17年人権人道担当大使）
- 山田彰（17年ブラジル大使・14年メキシコ大使）
- 佐藤地（17年駐ハンガリー大使・15年ユネスコ大使）
- 側嶋秀展（19年ミクロネシア大使・16年ザンビア大使）
- 香川剛廣（18年国際貿易・経済担当大使・15年エジプト大使）
- 石兼公博（19年国連大使・17年カナダ大使）
- 高岡正人（19年クウェート大使・16年モンゴル大使・13年シドニー総領事・12年イラク大使）
- 高木昌弘（21年駐ドミニカ共和国大使・20年クリチバ総領事）
- 冨田浩司（21年駐米大使・19年韓国大使・15年イスラエル大使）
- 川村裕（24年依願免職・20年ノルウェー大使・18年沖縄大使・14年コートジボワール兼トーゴ兼ニジェール大使）
- 川村泰久（19年カナダ大使）
- 嘉治美佐子（19年クロアチア大使・14-17年ジュネーヴ代表部大使）
- 宮島昭夫（20年ポーランド大使・17年トルコ大使）
- 重枝豊英（15年リトアニア大使）
- 石井哲也（17年トンガ大使）
- 岡田誠司（20年バチカン大使・17年南スーダン大使）
- 冨永純正（14年青年海外協力協会会長・11年コンゴ民主共和国大使）
- 奥克彦（イラク日本人外交官射殺事件犠牲者[18]、03年殉職のため大使の称号付与）
- 伊藤光子（15年世界の子どもにワクチンを日本委員会事務局長）
- 福嶌教輝（21年駐メキシコ大使・15年駐アルゼンチン大使）
- 福嶌香代子（19年ナッシュビル総領事）